# 華厳寺 (松戸市)
華厳寺（けごんじ）は、千葉県松戸市にある真言宗豊山派の寺院。

## 歴史
鎌倉時代末期、中山庄左右衛門の開基である。庄左右衛門は当地の名主であった。この頃、坂川と富士川の分岐点に橋が架けられた。橋の傍には地蔵菩薩像が安置されていた。ある夜、庄左右衛門は「これまでは水難で苦しんでいたが、これからは火よけの地蔵として村人を守る」という地蔵からの霊夢を見た。庄左右衛門は、この地蔵に帰依することを誓い、寺を創建した。これが当寺の起源である。
この逸話から防火のご利益があるとされ、以降700年間、当地一帯では火災が発生したことはないという。
当寺には、「松戸七福神」の一つである弁財天像が祀られている。

## 交通アクセス
- 小金城趾駅より徒歩19分。